# الحويط
الحويط بلدة قديمة تتميز بآثارها، تقع البلدة إداريًا داخل نطاق خدمات مركز بد بن خلف، وتحديدًا على سفح الحرة الشرقي جنوب الحائط على بعد 280 كم جنوب غرب مدينة حائل شمال المملكة العربية السعودية.

## الآثار
هو نقش شعري مؤرخ بسنة 309هـ، ويتزامن تاريخ النقش مع مدة خلافة الخليفة العباسي المقتدر بالله الذي امتدت خلافته من سنة 295-320هـ/ 908-932م، ويُقرأ النقش على النحو التالي:
بادر زمانك قبل وقت رحيله
واعمل ليومك يا أخا الإسراف
فكأن يومك قد أتاك بغصة
فأزال عنك لذيذ عيش صاف.
تُعد الحويط واحدة من أقدم المواقع الثقافية الأثرية في منطقة حائل، وقد عرف الحويط قديماً باسم يديع، وهو موقع أثري يعود إلى فترتين: الفترة الأولى: فترة سابقة للإسلام، وتمثلها الرسوم والكتابات الثمودية المنتشرة على أحجار الصوان المنتشرة في الموقع، الفترة الثانية: فترة إسلامية مبكرة، وتمثلها بقايا المدينة القديمة مثل: أساسات المنازل والقصور والمباني التجارية والدفاعية المتهدمة، والكتابات الكوفية الواضحة على شواهد القبور.

## انظر ايضاً
- سميراء
- ثويليل

## وصلات خارجية
- الحويط ( يديع).. من أقدم المواقع الأثرية.
- الحويط “يديع” بلدة النخيل والعيون يهددها الجفاف لافتقارها لـ”مشاريع السدود”.